# Teatr Lalka
Teatr Lalka – teatr lalek w Warszawie założony w 1945. Jego siedziba znajduje się w Pałacu Kultury i Nauki.

## Kalendarium
- 1945: Janina Kilian-Stanisławska zakłada w Samarkandzie polski Teatr Lalek Niebieskie Migdały (16 maja)
- 1946: Teatr Lalek Niebieskie Migdały zostaje przeniesiony do Krakowa (25 maja)
- 1947: przeniesienie teatru do Warszawy (1 lipca)
- 1950: upaństwowienie teatru; zmiana nazwy na Teatr Lalka
- 1991: Teatr Lalka uzyskuje status państwowej instytucji kultury
- 1992: połączenie Teatru Lalka z Teatrem Fraszka

## Dyrektorzy
- Zofia Stanisławska-Howurkowa (1946-1950)
- Jan Zakrzewski (1950-1953)
- Stanisława Bojarowa (1953-1969)
- Julianna Całkowa (1969-1978)
- Tomasz Stancewicz (1979-1982)
- Zenon Kaszubski (1982-1988)
- Jan Woronko (1988-2016)
- Jarosław Kilian (2016−2024)
- Joanna Zdrada (od 2024)

## Kierownicy/Dyrektorzy artystyczni
- Janina Kilian-Stanisławska (1945-1950)
- Władysław Jarema (1950-1951)
- Jan Wilkowski (1952-1969)
- Julianna Całkowa (1969-1978)
- Tomasz Stancewicz (1979-1982)
- Janusz Kłosiński (1983-1985)
- Włodzimierz Fałenczak (1986-1989)
- Krzysztof Rau (1989-1992)
- Wojciech Szelachowski (1992-1994)
- Joanna Rogacka (1994-2014)
- Jarosław Kilian (2016−2024)
- Joanna Zdrada (od 2024)

## Nagrody
- 1956: Grand Prix i Złoty Medal na Międzynarodowym Festiwalu Teatrów Lalek w Bukareszcie za spektakl Guignol
- 1962: Dyplom Prezydium UNIMA na Międzynarodowym Festiwalu Teatrów Lalek w Warszawie za spektakl Tygrys Pietrek
- 1967: Srebrna Szopka przyznana przez Polski Ośrodek Lalkarski UNIMA w uznaniu zasług dla rozwoju teatru lalek
- 1980: II nagroda na Międzynarodowym Festiwalu Teatrów Lalek w Języku Esperanto za spektakl Sklep z zabawkami oraz nagroda za scenografię dla Adama Kiliana
- 1987: wyróżnienie za scenografię dla Adama Kiliana oraz za muzykę dla Bogumiła Pasternaka na XIII Ogólnopolskim Festiwalu Teatrów Lalek w Opolu
- 1991: I nagroda za scenografię dla Mikołaja Maleszy, I nagroda za muzykę dla Waldemara Wróblewskiego, III nagroda za reżyserię dla Ewy Sokół-Maleszy, I nagroda za rolę Romana Holca, I nagroda za rolę dla Beaty Dudy-Perzyny, II nagroda za rolę dla Michała Burbo, II nagroda za rolę dla Grzegorza Felusia, wyróżnienie za współpracę animacyjną dla Mirosławy Płońskiej-Bartsch w spektaklu Jan Tajemnik na XV Ogólnopolskim Festiwalu Teatrów Lalek w Opolu
- 1994: Grand Prix – nagroda jury dziecięcego Złoty Piernik na I Toruńskich Spotkaniach Teatrów Lalek za spektakl Robinson Cruzoe
- 1997: Grand Prix jury dziecięcego oraz nagroda na reżyserię dla Ondrieja Spišáka i nagroda ZASP dla zespołu aktorskiego w spektaklu Wyprawa do wnętrza ziemi na IV Toruńskich Spotkaniach Teatrów Lalek
- 2000: nagroda na reżyserię dla Ondrieja Spišáka oraz dla Ivana Hudáka za scenografię spektaklu Odyseja na VI Międzynarodowych Toruńskich Spotkaniach Teatrów Lalek
- 2001: Grand Prix na 34. Międzynarodowym Festiwalu PIF w Zagrzebiu za spektakl Odyseja
- 2004: nagroda dla Waldemara Wróblewskiego za muzykę do spektaklu Jan Tajemnik na III Międzynarodowym Festiwalu Puck-Animafest w Cluj-Napoca
- 2004: nagroda jury dziecięcego za najlepsze przedstawienie dla dzieci; nagrody: dla Josefa Krofty za reżyserię, za scenografię dla Joanny Braun, za muzykę dla Krzysztofa Dziermy; wyróżnienie za choreografię dla Władysława Janickiego w spektaklu Kopciuszek na XI Międzynarodowych Toruńskich Spotkaniach Teatrów Lalek
- 2005: II nagroda dla Ondrieja Spišáka za reżyserię i I nagroda dla Piotra Nazaruka za muzykę do spektaklu Buratin na XXII Ogólnopolskim Festiwalu Teatrów Lalek w Opolu
- 2006: nagroda dla Ondrieja Spišáka za reżyserię i wyróżnienie dla Wojciecha Słupińskiego za rolę w spektaklu Buratino na XIII Międzynarodowych Toruńskich Spotkaniach Teatrów Lalek
- 2007: wyróżnienie dla wszystkich twórców oraz wyróżnienia dla Moniki Babuli za rolę i Szymona Gaszczyńskiego za scenografię w spektaklu Ostatni tatuś na XIV Międzynarodowych Toruńskich Spotkaniach Teatrów Lalek
- 2008: Grand Prix XV Międzynarodowego Festiwalu Teatrów Lalek Spotkania w Toruniu dla spektaklu Kino Palace
- 2009: nagroda za spektakl Kino Palace i nagroda dla Marka Zákostelecký'ego na XXIV Ogólnopolskim Festiwalu Teatrów Lalek w Opolu
- 2010: nagroda główna jury dziecięcego za spektakl Kino Palace na XXIV Międzynarodowym Festiwalu Sztuki Lalkarskiej w Bielsku-Białej
- 2010: nagroda dla Łukasza Kosa za reżyserię, dla Dominika Strycharskiego za twórcze wykorzystanie nowych technologii w realizacji dźwięku i dla Moniki Babuli za rolę w spektaklu Janosik. Naprawdę prawdziwa historia na XVII Międzynarodowym Festiwalu Lalek Spotkania w Toruniu
- 2011: nagroda dla Adama Walnego za scenografię, dla Mariusza Laskowskiego za rolę oraz wyróżnienie dla spektaklu Janosik. Naprawdę prawdziwa historia na XXV Ogólnopolskim Festiwalu Teatrów Lalek w Opolu
- 2012: nagroda główna jury dziecięcego za spektakl Tajemnicze dziecko oraz wyróżnienia dla Anety Harasimczuk i Grzegorza Felusia za role na XVI Międzynarodowym Festiwalu Korczak 2012
- 2017: Grand Prix na XVI Międzynarodowym Festiwalu Teatrów dla Dzieci w Banja Luce za spektakl Krzesiwo
- 2018: nagroda dla Jarosława Kiliana za reżyserię oraz dla Grzegorza Turnaua za muzykę w spektaklu Krawiec Niteczka na XVII Międzynarodowym Festiwalu Teatrów dla Dzieci w Banja Luce